# Eurodryas emba
Eurodryas emba är en fjärilsart som beskrevs av Hans Fruhstorfer 1917. Eurodryas emba ingår i släktet Eurodryas och familjen praktfjärilar. Inga underarter finns listade i Catalogue of Life.